# Ипатије Гангријски
Ипатије Гангријски је био епископ у граду Гангри.
Рођен у Киликији. Учествовао је на Првом Васељенском Сабору. Прочуо се на све стране због свог благочестивог живота и чудотворства. Цар Констанције наредио беше да се изгради Ипатијев лик још за живота овога светитеља, и тај лик држаше цар у своме двору као оружје против сваке супостатне силе. Враћајући се једном из Цариграда Ипатије би нападпут у једном теснацу од јеретика, Новатијана, и отиснут c друма у неко блато. У том једна жена из те дружине удари га каменом у главу, и тако светитељ сконча свој земаљски живот. Но она жена наједном полуди, и узе онај исти камен и удараше њиме сама себе. Кад је доведу на гроб св. Ипатија и помоле се Богу за њу, исцели се по великом милосрђу духа Ипатијева, и поживе остатак живота у покајању и молитви. Св. Ипатије пострада и пресели се у вечно царство Христа Бога 326. год.